# Abstraktní umění

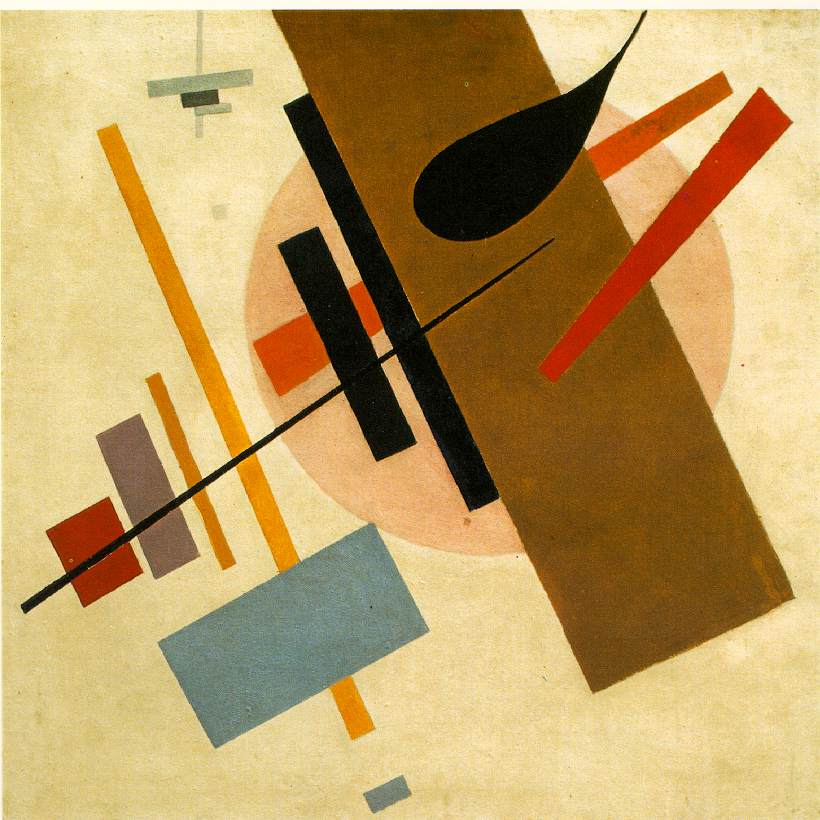
Kazimir Malevič: Supremus č. 55

Abstraktní umění (z lat. abstractus – odtažitý) je nekonkrétní, neobjektové, nefigurativní, někdy označované i jako čisté umění.

## Proudy abstraktního umění
Ve výtvarném umění se jedná o značně různorodý proud, ať už svými východisky, nebo cíli, představami o společenské funkci umění, vztahem k zobrazování, anebo způsobem tvorby. Těmito aspekty lze abstraktní umění rozdělit do dvou proudů.
Jeden vychází ze základních prvků výtvarného umění (tvar, obrys, barva, světlo, linka, křivka), které nejsou vázány na reálné objekty. Přes rezignaci na jejich zobrazení není upuštěno od obsahu, sdělení a smyslu výtvarného díla.
Druhý proud naopak ze skutečnosti vychází, nezobrazuje ji konkrétně, nýbrž ji tvarově a barevně zjednodušuje.

## Historie
Abstraktní umění vzniká ve 20. století, jeho přímým předchůdcem a inspirací byl kubismus. Během 20. století se s abstraktním uměním setkáme v řadě dílčích výtvarných stylů: konstruktivismus, neoplasticismus, Bauhaus, de Stijl, rayonismus, suprematismus, kinetismus, op-art, nonobjektivismus, abstraktní expresionismus, minimalismus. Kořeny modifikací abstraktního umění jsou těsně spjaty nejen s obrazovou sférou a experimentováním ve výtvarném umění, nýbrž také s vědními objevy na poli optiky, fyziky, ale i jiných oborů např. psychologie. Při aplikaci poznatků vědních oborů sehrála velkou roli i literatura a hudba.

## Významní představitelé abstraktního umění
- Hilma af Klint (1862–1944)
- Jean Dubuffet (1901–1985)
- Hans Hartung (1904–1989)
- Paul Klee (1879–1940)
- Willem de Kooning (1904–1997)
- Kazimir Malevič (1878–1935)
- Piet Mondrian (1872–1945)
- Barnett Newman (1905-1970)
- Jackson Pollock (1912-1956)
- Mark Rothko (1903-1970)
- Emil Schumacher (1912-1999)
- Frank Stella (1936–2024)
- Vasilij Kandinskij (1866-1944)
- František Kupka (1871-1957)